# Gewöhnliche Wiesensilge
Die Gewöhnliche Wiesensilge (Silaum silaus), auch einfach als Wiesensilge, Gemeiner Rosskümmel oder Silau bezeichnet, ist die einzige Art der Gattung Silaum innerhalb der Familie der Doldenblütler (Apiaceae).  

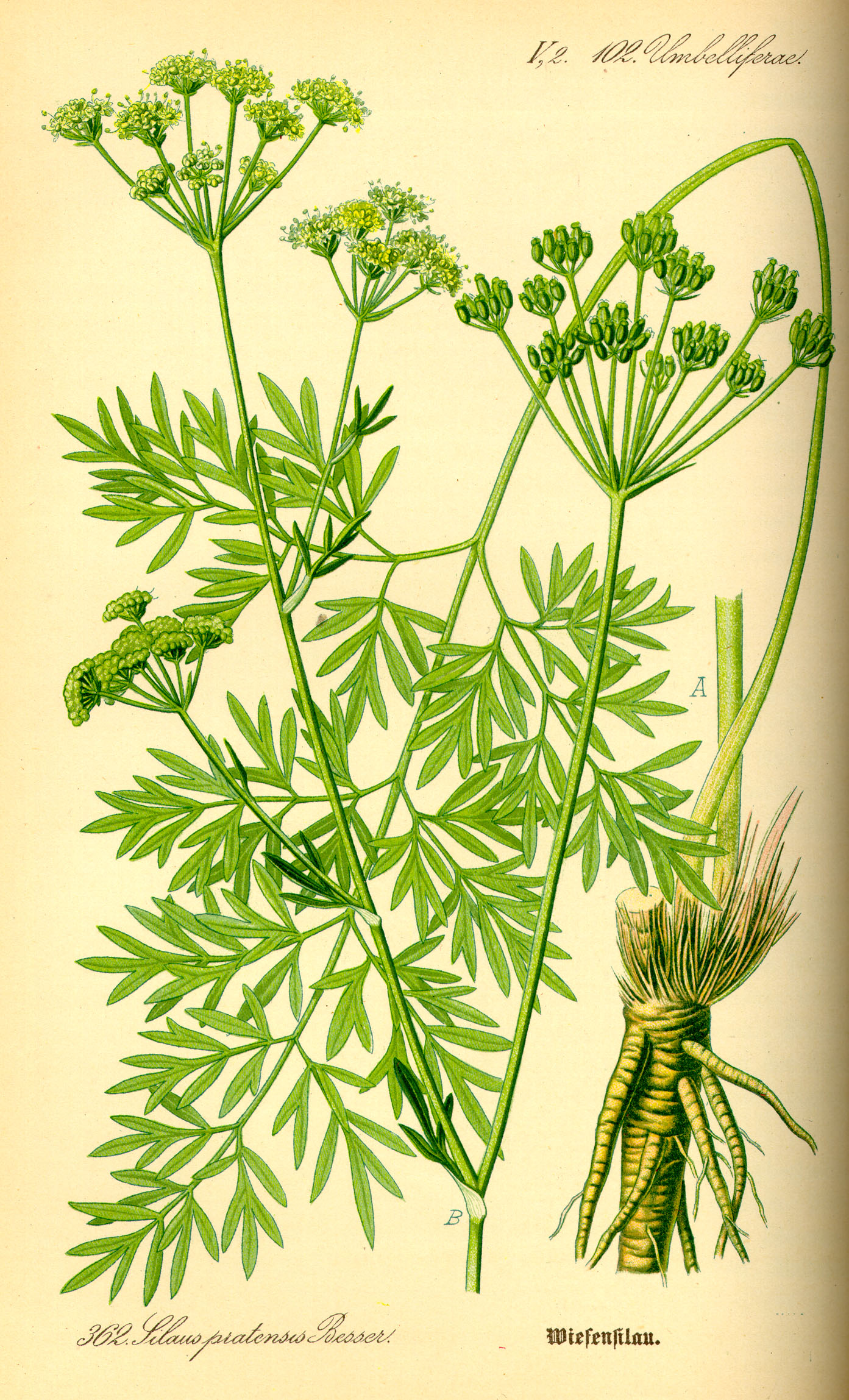
Wiesensilge (Silaum silaus), Illustration

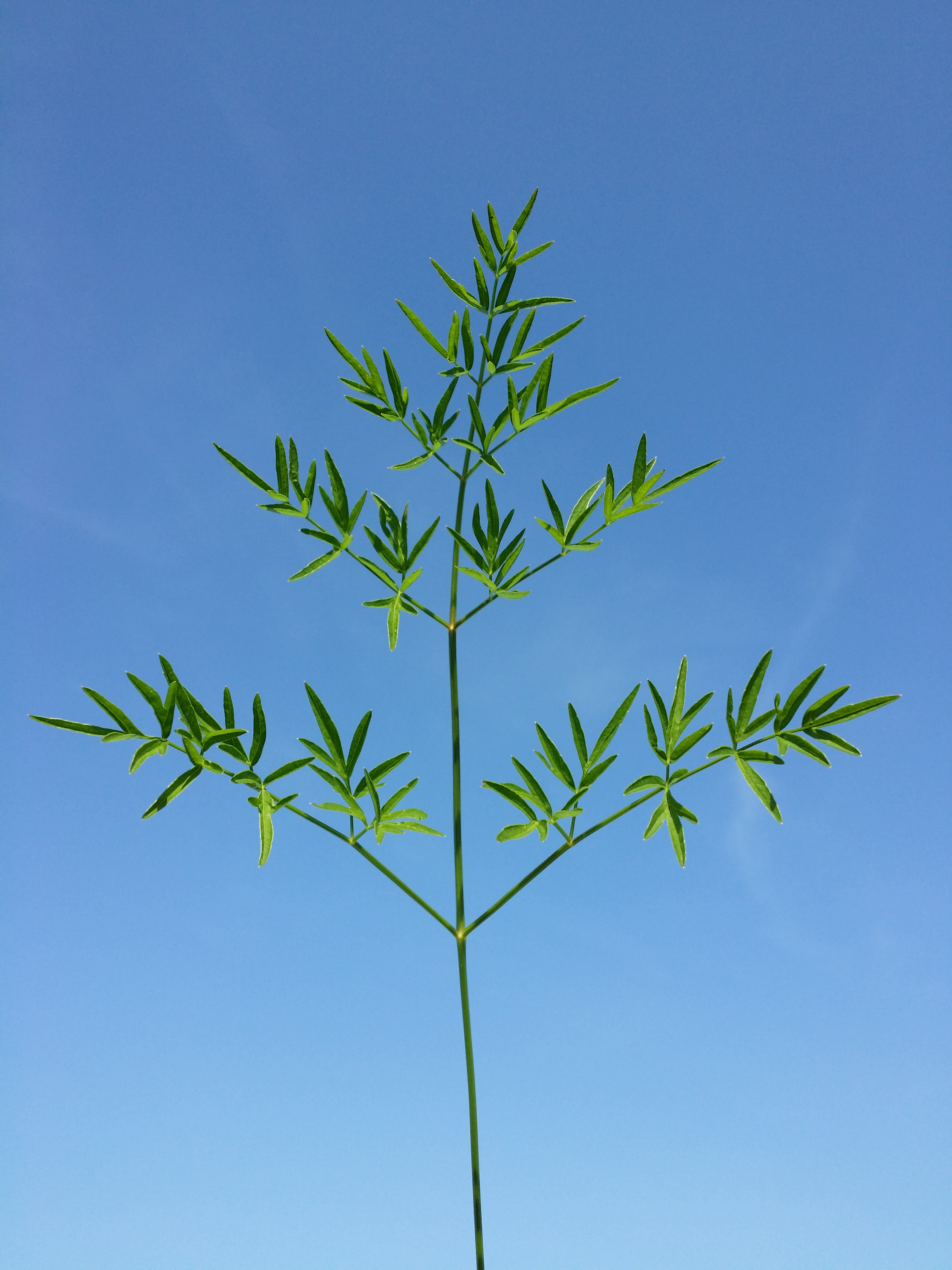
Laubblatt

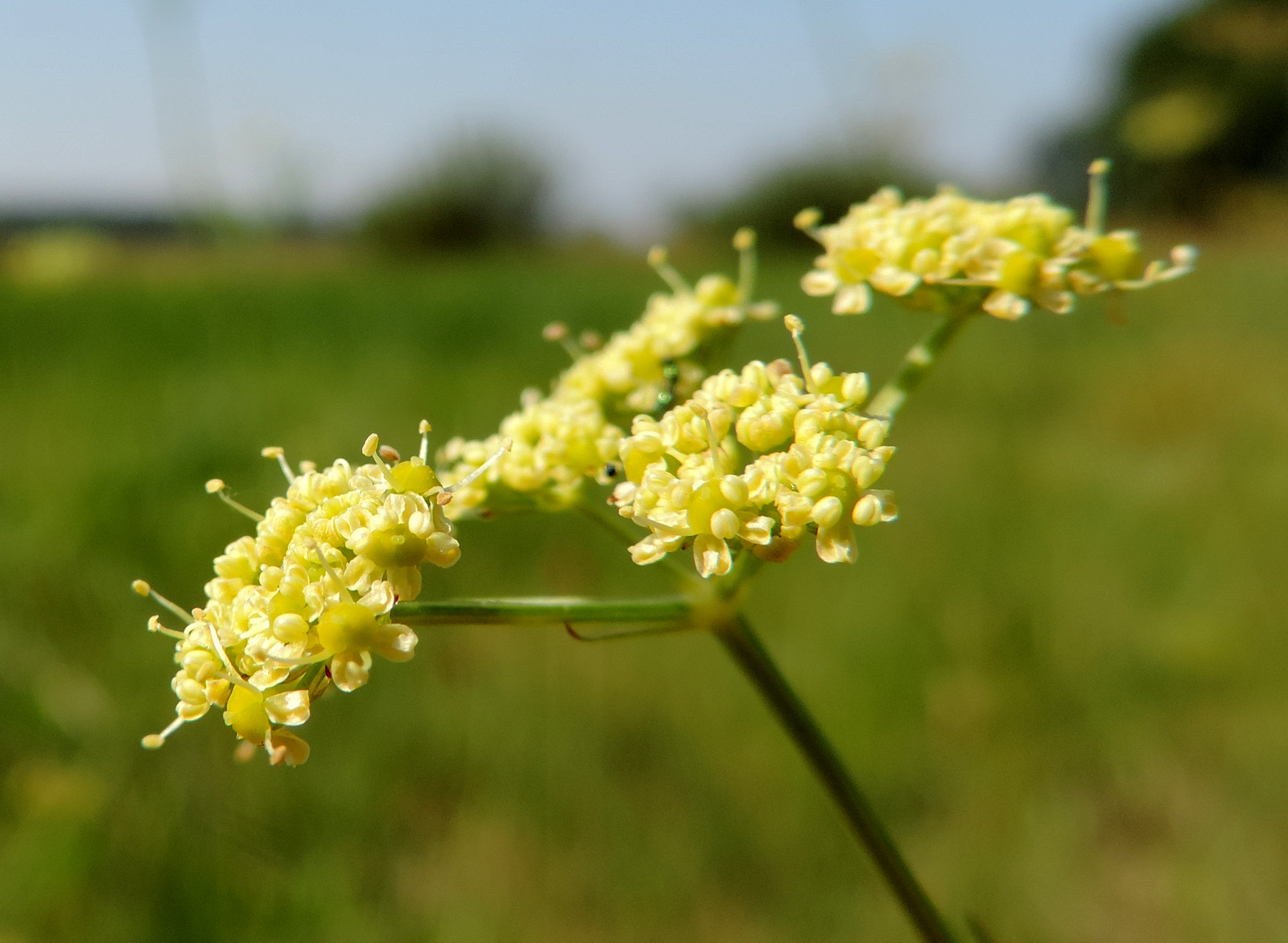
Doppeldolde

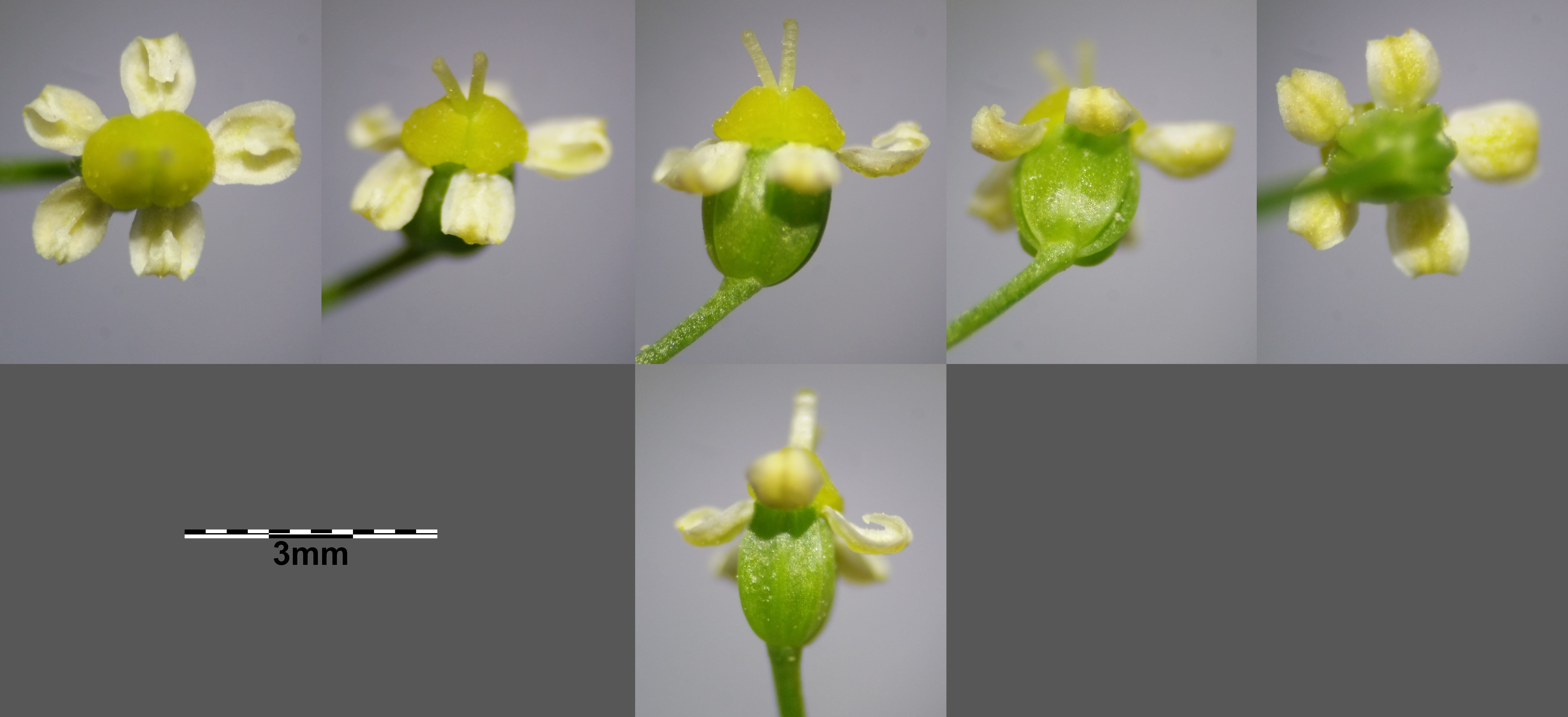
Blüten

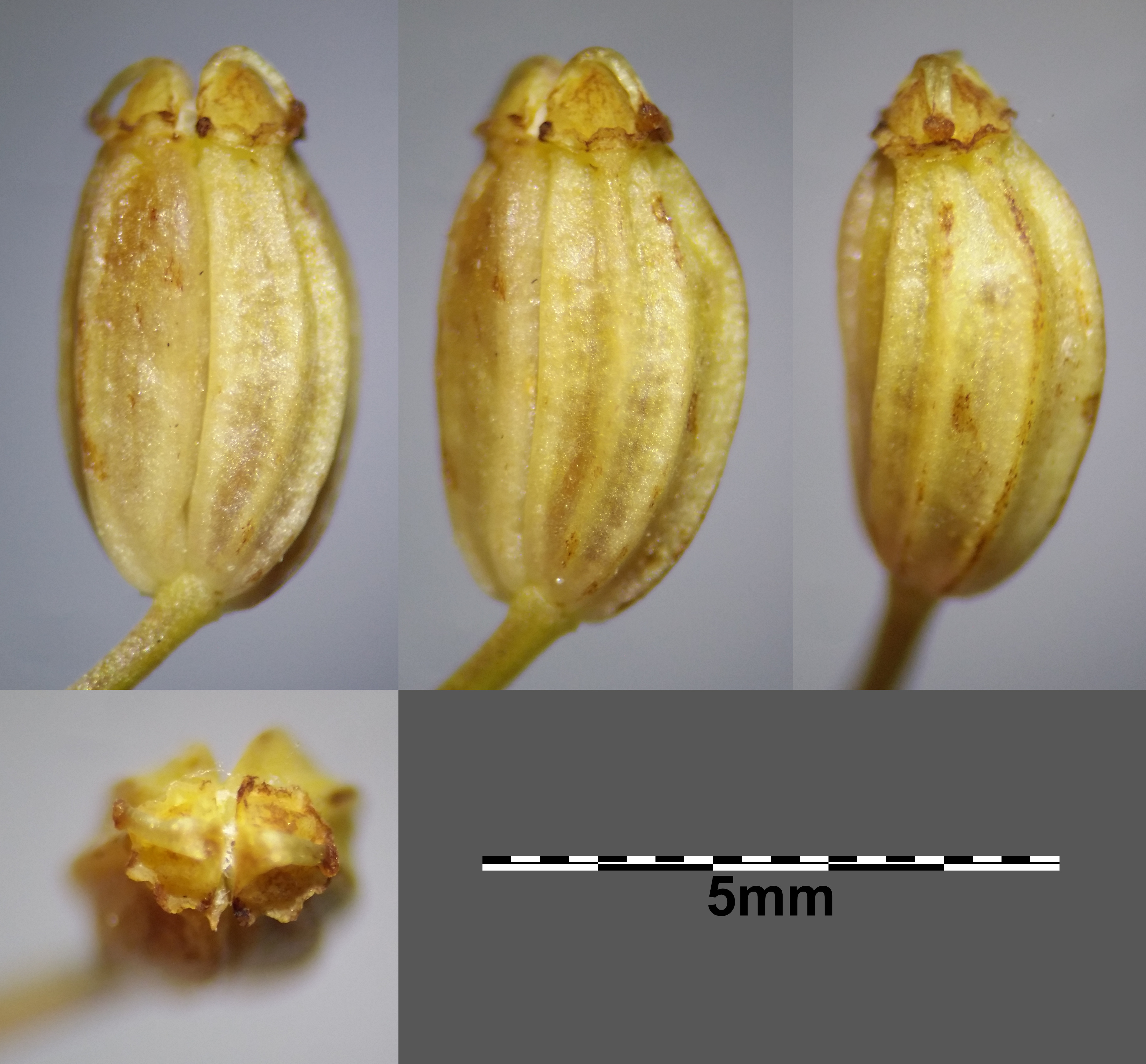
Früchte

## Beschreibung

### Vegetative Merkmale
Die mehrjährige krautige Pflanze erreicht eine Wuchshöhe von etwa 30 bis 100 Zentimetern und ist ein Hemikryptophyt. Der Stängel ist zumindest im oberen Teil kantig und gefurcht und oft leicht violettbraun überlaufen. Er ist aufrecht, fast blattlos und im oberen Teil ästig. Die unteren Blätter sind lang gestielt und bis vierfach fiederschnittig, die Zipfel länglich bis lineal-lanzettlich geformt, etwa  13 bis 20 Millimeter lang, 2 bis 3 Millimeter breit und spitz. Sie sind sehr klein gesägt. Die oberen Blätter sind einfach fiederschnittig, die obersten sind schuppenförmig.

### Generative Merkmale
Blütezeit ist Juni bis September. Die Doppeldolden sind fünf- bis zehnstrahlig mit ungleich langen Strahlen. Die Hülle fehlt oder ist ein- bis dreiblättrig vorhanden. Die lineal-lanzettlichen Hüllchenblätter sind zahlreich vorhanden und schmal häutig berandet. Die Stiele der Döldchen sind verschieden lang. Die Kronblätter sind blass- bis grünlich-gelb, außen rot berandet, etwa 1 Millimeter lang und fast ebenso breit und besitzen an der Spitze ein ziemlich schmales eingebogenes Läppchen. Das Griffelpolster ist vor der Reife rotbraun oder gelb. Die Frucht ist breit eiförmig-länglich geformt, bis 5 mm lang und ca. 2,5 mm dick. Die Rippen der Frucht sind dreikantig vorspringend.
Die Chromosomenzahl beträgt 2n = 22.

### Ähnliche Arten
Von der im sterilen Zustand ähnlichen Kümmelblättrigen Silge (Selinum carvifolia) unterscheidet sich die Wiesensilge unter anderem durch den kaum gefurchten Blattstiel, der bei der Kümmelblättrigen Silge deutlich gefurcht ist. Der Blattstiel vom ebenfalls ähnlichen Sumpf-Haarstrang (Peucedanum palustre) ist im Gegensatz zu demjenigen der Wiesensilge hohl.

## Ökologie
Als Blütenbesucher wurden die Hymenopteren Halictus longulus, Pompilus viaticus, Ailantus nothus, Mellinus sabulosus, Odynerus parietum und Odynerus trifasciatus beobachtet.
Pilze, die auf der Wiesensilge schmarotzen, sind Erysibe polygoni, Physoderma vagans, Plasmopara nivea, Puccinia bullata und Synchytrium aureum.

## Vorkommen

### Allgemeine Verbreitung
Die Wiesensilge kommt im gemäßigten und südlichen Europa bis nach Sibirien vor. Sie ist ein eurasisch-submediterranes Florenelement. In Europa kommt sie vor in Spanien, Frankreich, Belgien, Luxemburg, den Niederlanden, Großbritannien, Deutschland, in der Schweiz, Österreich, Liechtenstein, Tschechien, Polen, in der Slowakei, Schweden, Russland, Ukraine, Moldawien, Rumänien, Ungarn, Kroatien, Bulgarien und Albanien. Sie fehlt nur in Portugal, Irland, Island, Norwegen, Belarus, Serbien, Bosnien-Herzegowina, Nordmazedonien, Griechenland und in der Türkei. In Finnland und Slowenien kommt sie eingeschleppt vor. Im Baltikum ist die Ursprünglichkeit zweifelhaft. In Dänemark ist sie ein Neophyt.

### Verbreitung in Mitteleuropa
Silaum silaus ist in Norddeutschland selten, im mittleren Gebiet zerstreut und nach Süden hin verbreitet vorkommend. In Österreich kommt sie zerstreut bis selten vor und ist gefährdet, in der Schweiz kommt sie allgemein zerstreut vor. Sie kommt in Baden-Württemberg in der Baar in bis zu etwa 900 Meter über Meereshöhe vor. In Vorarlberg und in Graubünden steigt sie bis 1200 Meter auf.

### Standortansprüche
Silaum silaus wächst vor allem in basenreichem Extensivgrünland, in Feuchtwiesengesellschaften und in Säumen. Sie bevorzugt mehr oder weniger wechselfeuchte bis wechseltrockene, nährstoffreiche, mild bis mäßig saure, humose, tiefgründige lehmige oder tonige Böden. Die Wiesensilge ist eine Charakterart des Sanguisorbo-Silaëtum (Verband Calthion). Sie kommt aber auch in Gesellschaften des Molinion-, Mesobromion-, Arrhenatherion- oder Carpinion-Verbands vor.
Die ökologischen Zeigerwerte nach Landolt et al. 2010 sind in der Schweiz: Feuchtezahl F = 3+w+ (feucht aber stark wechselnd), Lichtzahl L = 4 (hell), Reaktionszahl R = 4 (neutral bis basisch), Temperaturzahl T = 3+ (unter-montan und ober-kollin), Nährstoffzahl N = 2 (nährstoffarm), Kontinentalitätszahl K = 3 (subozeanisch bis subkontinental).

## Taxonomie
Die Wiesensilge wurde 1753 von Carl von Linné in Species Plantarum Tomus I, S. 246 als Peucedanum silaus erstbeschrieben. Die Art wurde 1915 von Hans Schinz und Albert Thellung in Vierteljahrsschrift der Naturforschenden Gesellschaft in Zürich Band 60, S. 359 als Silaum silaus (L.) Schinz & Thell. in die Gattung Silaum gestellt. Synonyme von Silaum silaus (L.) Schinz & Thell. sind Peucedanum alpestre L., Silaum alpestre (L.) Thell. und Silaus tenuifolius DC.